# Hemigalins
Els hemigalins (Hemigalinae) són una de les quatre subfamilies dels vivèrrids. Està formada per quatre civetes que pertanyen a quatre gèneres monotípics.
- Gènere Chrotogale
  - Civeta de palmera d'Owston (Chrotogale owstoni)
- Gènere Cynogale
  - Civeta llúdria (Cynogale bennettii)
- Gènere Diplogale
  - Civeta de palmera de Hose (Diplogale hosei)
- Gènere Hemigalus
  - Civeta de palmera ratllada (Hemigalus derbyanus)